# Kirchhof (Wissersheim)

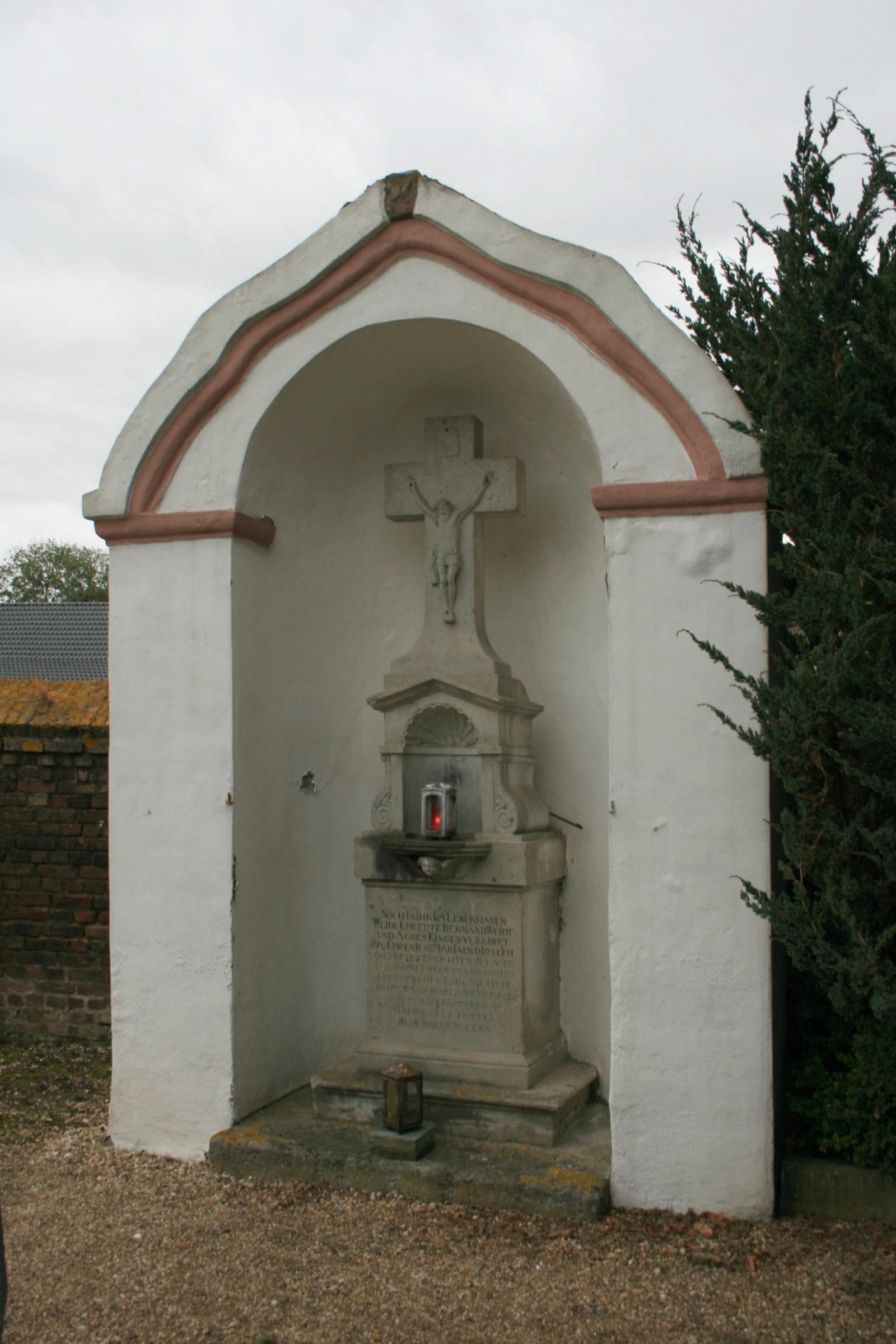
Die „Not Gottes“ auf dem Kirchhof

Der Kirchhof befindet sich in der Ortsmitte von Wissersheim, einem Ortsteil der Gemeinde Nörvenich im Kreis Düren, Nordrhein-Westfalen.
Der Kirchhof wurde im Jahre 1541 erstmals belegt. Die noch vorhandenen Grabsteine aus Blaustein und Sandstein stammen aus dem 17. und 18. Jahrhundert. Das Friedhofskreuz wurde aus Sandstein gefertigt. Es ist in eine backsteinerne Nische in die Friedhofsmauer eingesetzt, eine sog. Not Gottes.
Der Friedhof wurde in den 2000er Jahren restauriert, die Grabsteine wurden neu eingesetzt und die Anlage erneuert.
Der Kirchhof wurde am 22. März 1985 in die Denkmalliste der Gemeinde Nörvenich unter Nr. 73 eingetragen.

## Belege
- Denkmalliste der Gemeinde Nörvenich (PDF; 108 kB)

Koordinaten: 50° 48′ 59,9″ N, 6° 41′ 48,6″ O